# Ginoide

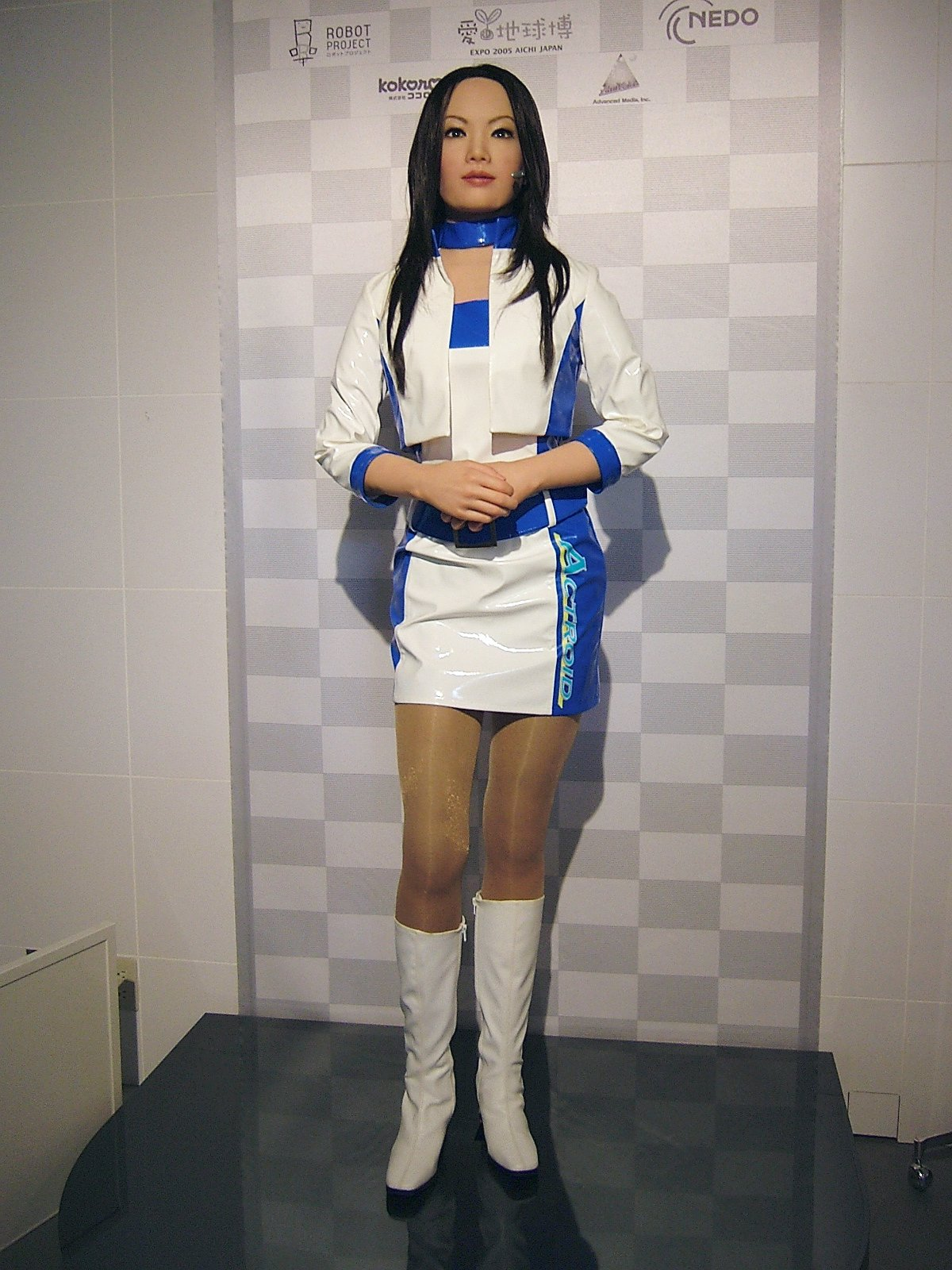
Uma actroide Haruka na Expo 2005 na prefeitura de Aichi

Ginoide (do grego γυνη, gynē - "mulher") ou fembot (do inglês feminine + robot) é um termo usado para descrever um robô humanoide do gênero feminino. Ginóides aparecem amplamente em filmes de ficção científica e arte. À medida que o design de robôs humanóides mais realistas se torna tecnologicamente possível, eles também estão surgindo no design de robôs da vida real.
A expressão é correlata ao masculino androide, embora este seja também usado para designações de todos os gêneros.

## Nome
O termo ginoide foi usado pela primeira vez por Gwyneth Jones em seu romance Divine Endurance de 1985, para descrever uma personagem escrava robô em uma China futurista que é julgada por sua beleza.
Uma ginoide é qualquer coisa que se assemelhe ou pertença à forma humana feminina. Embora o termo androide se refira a humanoides robóticos, independentemente do sexo aparente, o prefixo grego "andro-" se refere ao homem no sentido de gênero masculino. Por causa desse prefixo, alguns leem o androide como se referindo a robôs com estilo masculino.
O portmanteau "fembot" foi popularizado pela série de televisão The Bionic Woman no episódio "Kill Oscar" (1976) e mais tarde usado nos filmes de Austin Powers, entre outros. Robotess é o termo mais antigo específico para mulheres, originário em 1921 da mesma fonte que o termo robô.
Gynoid também é usado na terminologia médica do inglês americano como uma abreviação do termo gynecoid (gynaecoid no inglês britânico).

## Primeiros conceitos

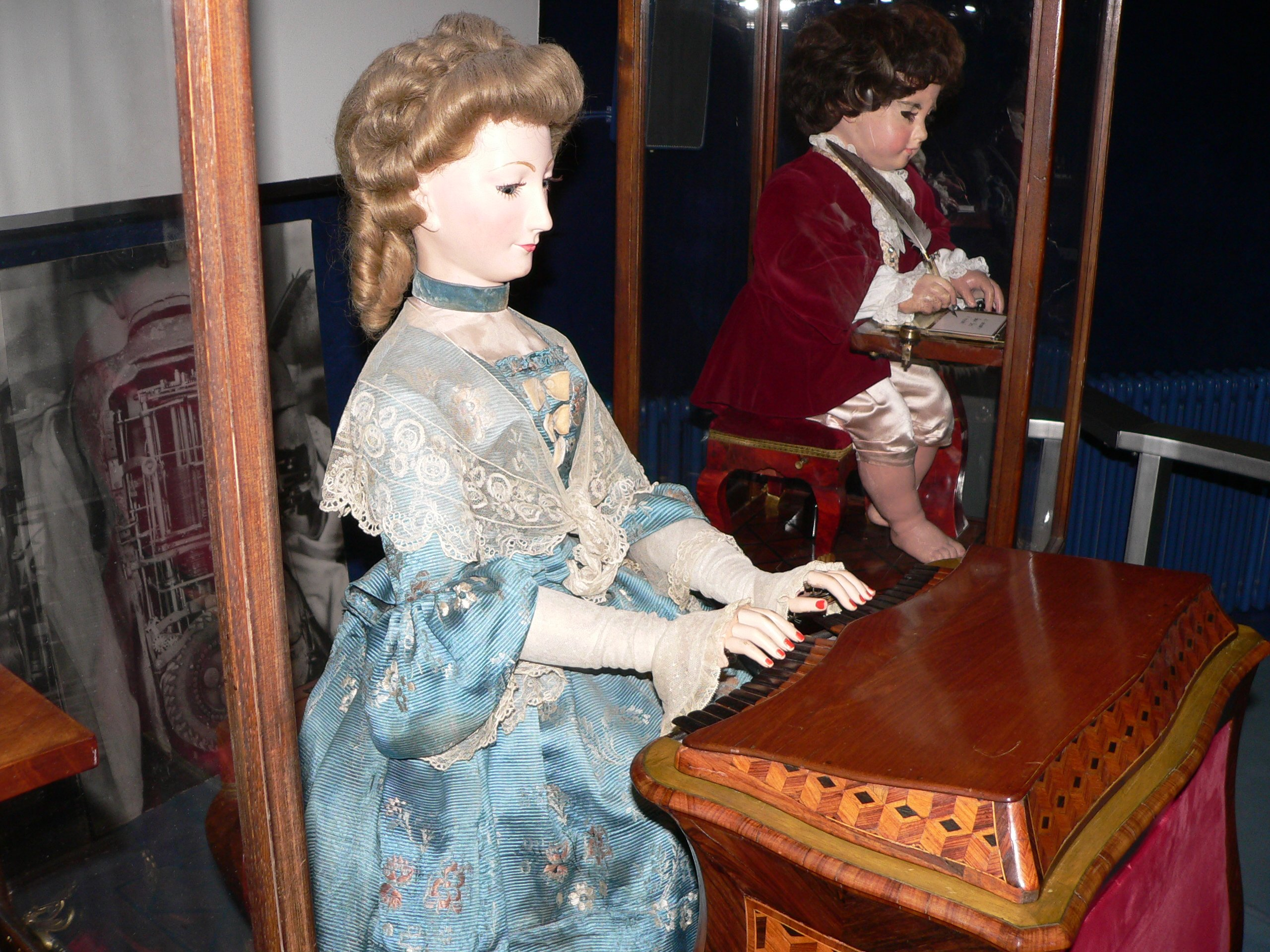
Autômatos dos irmãos Jaquet-Droz

A partir de 600 a.C., lendas sobre estátuas falantes feitas de bronze ou barro, que se tornam vivas, começaram a aparecer com regularidade em obras de autores clássicos como Homero, Platão, Píndaro, Tácito e Plínio. No Livro 18 da Ilíada, Hefesto, o deus de todas as artes mecânicas, tinha o auxílio de duas estátuas moventes femininas, feitas de ouro – jovens donzelas viventes, preenchidas com mentes e sabedorias. Outra lenda apresenta Hefesto, sob ordens de Zeus, criando a primeira mulher (Pandora) a partir do barro. O mito de Pigmalião, rei de Chipre, fala de um homem solitário que esculpiu sua mulher ideal de mármore, Galateia, e prontamente se apaixona por ela depois que a deusa Afrodite a traz à vida. Variações sobre este tema recorrente de amor e criação artificial aparecem no conto gótico de E.T.A. Hoffmann, Der Sandmann (1817), no qual o objeto de amor é o autômato Olympia, no balé Coppélia (1870) de Léo Delibes, onde este é a boneca dançarina epônima, e em incontáveis filmes e romances de ficção científica.
Desde a Renascença, inventores começaram a considerar máquinas para propósitos mais realísticos, ainda que estéticos. Em 1540, o inventor italiano Gianello Torriano de Cremona construiu autômatos para a diversão de Carlos V, incluindo uma garota em tamanho natural dedilhando um alaúde. A garota podia caminhar em linha reta ou em círculo e inclinar a cabeça. Ela ainda existe, e está exposta no Kunsthistorisches Museum em Viena.
Durante os anos 1640, o filósofo francês René Descartes teria viajado com uma acompanhante artificial feminina denominada Francine, batizada com o nome de sua filha. O austríaco Friedrich von Knauss criou uma "boneca que escreve" em 1760, capaz de escrever até 107 palavras. Por volta de 1773, os irmãos Jaquet-Droz na França, desenvolveram uma série de marionetes mecânicas realísticas, entre as quais se inclui uma musicista de 16 anos. A musicista tocava piano movendo os dedos sobre as teclas apropriadas, e foi desenhada para simular respiração, bem como movia a cabeça para os lados e curvava-se ao fim de cada apresentação.
Os irmãos Maillardet teriam sido os criadores ou inspiradores da Philadelphia Doll ou Green Lady (1812), que era capaz de escrever em inglês e francês e desenhar paisagens. Em 1823, Johann Nepomuk Mälzel fabricou uma boneca que podia dizer "Ma-ma" e "Pa-pa". Por volta de 1891, baseando-se na ideia de Maelzel, Thomas Edison levou esta ideia adiante patenteando uma "Boneca Falante", que utilizava um cilindro de cera para recitar "Mary Had a Little Lamb". Para fazer publicidade do fonógrafo inventado por ele, mais de 500 foram produzidas.

## Desenvolvimento moderno
A revolução industrial e o desenvolvimento da cibernética (particularmente após a II Guerra Mundial), levaram a ideias mais complexas sobre robolôs e androides. Se por um lado, robôs no passado haviam desempenhado tarefas rotineiras e mundanas, uma ginoide totalmente independente ainda tinha de ser desenvolvida. Protótipos de ginoides são as Actroides, incluindo Repliee R1 (lembrando uma garotinha) e suas sucessoras, Repliee Q1 e Repliee Q2.

## Papel das ginoides na ficção científica
Escritores de ficção científica têm utilizado amplamente robôs humanoides, por vezes como parte do cenário de seus mundos fictícios, mas frequentemente como um convite para que o público reaja ao personagem robot como se este fosse humano. Histórias usando androides podem explorar questões tais como o que significa ser humano. Uma das primeiras aparições de tal personagem em ficção científica foi no filme Metropolis (1927) de Fritz Lang, no qual Maria, uma androide feminina, encoraja a classe trabalhadora a se rebelar contra a classe governante na sociedade altamente mecanizada de 2026.
A partir de qual ponto androides se tornam tão semelhantes aos seres humanos que passam a merecer os direitos que a sociedade reserva aos humanos? O romance Do Androids Dream of Electric Sheep? de Philip K. Dick (filmado como Blade Runner) lida com um mundo no qual os androides são tão realísticos que somente equipamento especial os pode distinguir dos humanos. Todavia, os androides são tratados como inferiores aos humanos. A ação gira em torno de um caçador de recompensas contratado para rastrear androides fugitivos que estão se fazendo passar por humanos. Deve ser observado que no filme, os androides são na verdade replicantes, serviçais criados por bioengenharia e que são indistinguíveis dos seres humanos, embora possuam atributos super-humanos.
Histórias que precisam especificamente de ginoides (em oposição a robôs humanoides assexuados) frequentemente convidam a audiência a considerar questões de relacionamento entre gêneros e papéis sexuais. Muitas ginoides ficcionais são construídas para lembrar mulheres jovens e atraentes, trazendo à baila questões de romance e relações sexuais. Por exemplo, uma sociedade deveria aprovar ou tolerar ginoides sendo propriedade de machos humanos, como brinquedos ou escravas sexuais (e, por analogia, como isso se refletiria no tratamento das fêmeas humanas por seus companheiros)? Histórias tais como The Stepford Wives e  Weird Science, trataram destas questões.
Um sitcom de ficção científica dos anos 1980, Small Wonder enfocou a "vida" de V.I.C.I., uma ginoide com a aparência de uma garota de dez anos de idade a qual se descobre estar se tornando cada vez mais humana.
Desde os anos 1980 que androides femininos têm se tornado um produto básico em mangás e animês japoneses, onde sua aparência humana (e sua natureza inumana) é comumente utilizada como um elemento da trama. Basicamente, ginoides de animês recaem em duas categorias: ginoides emocionalmente inocentes que vivem num mundo onde parte da população as trata como humanos e parte as vêem como instrumentos (por exemplo, Chii, Chobits e Sally #1 de Hinadori Girl), e aquelas que aparentam ser pacíficas e sossegadas, vivendo num mundo onde ginoides são comuns, mas que revelam sua natureza mecânica de modo chocante ou destrutivo, tais como a Boomer errante.

## Fembot
O termo Fembot (algumas vezes grafado Femmebot) é utilizado como um nome alternativo para um robô desenhado para assemelhar-se a uma mulher. O termo foi empregado em duas grandes produções: a série de televisão The Bionic Woman e a série cinematográfica Austin Powers, que parodiou o nome.

### As fembots originais
Em The Bionic Woman, as Fembots eram uma linha de poderosas e realísticas androides, que a heroína Jaime Sommers tinha de combater em dois episódios da série: "Kill Oscar" (com o auxílio de Steve Austin) e "Fembots in Las Vegas". A despeito do prefixo feminino, havia também fembots masculinos, incluindo alguns projetados para se fazer passar por determinados indivíduos, com fins de infiltração. Embora não fossem realmente máquinas inteligentes, ainda assim as fembots possuíam uma programação extremamente sofisticada que lhes permitia se fazer passar por seres humanos na maioria das situações. Frequentemente, todavia, suas "máscaras faciais" eram desencaixadas para revelar o mecanismo facial e os circuitos da máquina, criando a clássica imagem inumana de ameaça.
Na série, o ponto fraco primordial das fembots era que sua operação produzia um som extremamente agudo que apenas Jaime (com seu ouvido biônico) podia escutar, determinando assim a presença delas. Todavia, visto que o controlador das fembots apercebeu-se disto, a frequência operacional foi alterada, eliminando assim o som. Fembots em missões importantes eram frequentemente controladas remotamente por um operador numa base secreta, o qual era capaz de ver e ouvir tudo o que estivesse ao alcance da máquina.
Fembots também podiam ser descobertas pelo seu peso elevado – mais de duas vezes o de um humano similar. Steve Austin certa vez descobriu que Oscar Goldman havia sido substituído por um "fembot macho" deixando cair um lápis entre eles. Quando o Goldman fembot inadvertidamente pisou no lápis, este, em vez de se quebrar em dois, foi esmigalhado em pedacinhos.
Quando os heróis biônicos encaravam as máquinas, o operador na base podia aumentar a força deles, tornando-os adversários temíveis.

### Outras fembots
Numa paródia das fembots de The Bionic Woman, fembots assassinas foram usadas como isca para o personagem Austin Powers no filme Austin Powers: International Man of Mystery. Todavia, seu mojo era tão poderoso que fez com que elas se auto-destruíssem.
A série de televisão Futurama também utilizou a palavra fembot (sendo os robots "masculinos" chamados de "manbots"; na série,  manbots e fembots podem se reproduzir através do sexo, embora não se saiba quais são seus órgãos reprodutivos e mesmo se eles os têm). Futurama também introduziu o termo "femputer" (uma palavra-valise conjugando "fêmea" e "computador") para se referir a um computador com personalidade feminina. A série Buffy the Vampire Slayer também utilizou o termo fembot. Fãs da linha de brinquedos Transformers e da ficção conexa, ocasionalmente usam o termo em referência aos "Transformers femininos"

### Livros
1. ADAMS, Alison (1998). Artificial Knowing: Gender and the Thinking Machine. Londres e Nova York: Routledge. ISBN 0-415-12962-1
2. BALSAMO, Anne (1996). Technologies of the Gendered Body: Reading Cyborg Women. Durham, NC: Duke University Press. ISBN 0-8223-1686-2
3. HARAWAY, Donna J. (1991). Simians, Cyborgs and Women: The Reinvention of Nature. Nova York: Routledge. ISBN 0-415-90386-6
4. JORDANA, Ludmilla (1989). Sexual Visions: Images of Gender in Science and Medicine between the Eighteenth and Twentieth Centuries. Madison, Wis.: University of Wisconsin Press. ISBN 0-299-12290-5
5. LEMAN, Joy (1991). "Wise Scientists and Female Androids: Class and Gender in Science Fiction." In, Corner, John, editor. Popular Television in Britain. Londres: BFI Publishing. ISBN 0-85170-269-4
6. WARNER, Marina (2000), reprint. Monuments and Maidens: The Allegory of the Female Form. Berkeley: Univ. of California Press. ISBN 0-520-22733-6

### Em inglês
- «Catalyst program - Fembots» (em inglês)
- «The Mechanical Eve» (em inglês)

### Em português
- À imagem do homem: robôs, autômatos e pós-humanos no imaginário tecnológicopor Erick Felinto de Oliveira, em ComCiência. Acessado em 17 de maio de 2007.
- O que se encobre na violência das imagens de procriação dos filmes de ficção científicapor Marika Moisseeff, em Scielo. Acessado em 17 de maio de 2007.